# Michał Bartłomiej Krupa
Michał Bartłomiej Krupa – polski inżynier architekt, doktor habilitowany nauk technicznych w zakresie architektury i urbanistyki, nauczyciel akademicki

## Życiorys
W 2003 ukończył studia w zakresie architektury i urbanistyki na Politechnice Krakowskiej im. Tadeusza Kościuszki. W 2012 obronił pracę doktorską Rozwój przestrzenny i architektura Skawiny w XIX i w I połowie XX wieku. W 2018 habilitował się na podstawie pracy Skawina w okresie zaborów (1772-1918). Urbanistyka i architektura miasta. Rabka-Zdrój. Aspekty urbanistyczno-architektoniczne dziedzictwa kulturowego. Pracował jako adiunkt w Zakładzie Urbanistyki i Architektury Wydziału Budownictwa, Inżynierii Środowiska i Architektury Politechniki Rzeszowskiej im. Ignacego Łukasiewicza. Obecnie jest zatrudniony na stanowisku profesora uczelni w Instytucie Projektowania Architektury Urbanistycznego Wydziału Architektury Politechniki Krakowskiej im. Tadeusza Kościuszki. 